# 沈同芳
沈同芳（1872年—1917年），原名志贤，字幼卿，号越石，一号蠡隐，江蘇武進縣（今常州市武進區）人，清末官员、诗人。

## 生平
光緒二十年（1894年）甲午恩科三甲進士。次年五月，改翰林院庶吉士，光緒二十四年（1898年）四月，散館，著以知县即用，改唐縣知縣。沈同芳工诗，《晚晴簃诗汇》收其诗作一首。光緒三十一年（1905年）任江蘇學務總會總幹事，三十二年至三十三年（1906-1907年）任江蘇教育總會縂幹事。宣統元年 (1909年)應兩廣總督袁樹勛聘赴廣東督署負責文案。辛亥革命前夕回到江蘇，在巡撫程德全手下任參事，曾為光復江蘇奔走聯絡。1912年中華民國成立後應同鄉莊蘊寬邀請，任江蘇都督府秘書長，4月隨莊去職。1914年出任江蘇巡按使署實業科主任和顧問。1917年突患痢疾病逝。

## 著作
沈個人能詩善文，尤對駢文最精，著有《萬物炊累室類稿》、《萬物炊累室乙集》、《羲亭詩稿》和輯有《鸞簫集》等。